# Özcan Akyol
Özcan Akyol (Deventer, 7 april 1984), uitspraakⓘ, vaak aangeduid als 'Eus', is een Nederlandse schrijver, columnist, radio- en televisiepresentator. Naast zijn literaire werk is of was hij columnist voor een combinatie van het Algemeen Dagblad en zeven regionale dagbladen, VARAgids, Nieuwe Revu (2014-2018) en het sporttijdschrift 'Helden'. Daarnaast publiceert hij in diverse andere bladen. Hij is met enige regelmaat op televisie om zijn mening te geven over de actualiteit, bijvoorbeeld in programma's als  Jinek en Vandaag Inside en voorheen Op1.

## Biografie
Özcan Akyol deed eerst de mavo aan het Alexander Hegius in Deventer en volgde daarna een mbo-opleiding aan een ROC Aventus in diezelfde stad. Hij deed daarna de opleidingen Journalistiek aan de Christelijke Hogeschool Windesheim in Zwolle en Nederlandse Taal en Cultuur aan de Vrije Universiteit in Amsterdam. Die laatste studie maakte hij niet af.
Hij debuteerde in september 2011 op papier in het korte verhaal Zero Impact in de bundel WTF? Volwassen worden na 11 september, een boek met verhalen van 21 auteurs over de invloed van aanslagen op 11 september 2001 op hun leven.
In oktober 2012 verscheen zijn debuutroman Eus bij uitgeverij Prometheus. Het boek gaat over een Turks-Nederlandse jongen uit een gastarbeidersgezin die zich aan zijn achtergrond probeert te ontworstelen. Het werk werd als een gedeeltelijk  autobiografische schelmenroman gepresenteerd.. Eus kreeg voor en bij verschijning veel aandacht in de Nederlandse media. Er werden in een week tijd 10.000 exemplaren verkocht. Een maand na het verschijnen werden de filmrechten gekocht door Eyeworks. Er zijn meer dan 100.000 exemplaren van verkocht.
In december 2022 ging de theaterbewerking van dit boek in première.
In mei 2014 schreef hij samen met twitteraar Dublanqebogarde de bundel Hé scheids, jij hebt thuis zeker niks te vertellen?, een citatenboek over absurde omgangsnormen op en rond het voetbalveld. In het najaar van 2014 verscheen een kinderboek: Wij vieren geen feest. In dit verhaal gaat een jongetje op kerstavond op zoek naar hulp voor zijn zieke broer. Hij stuit op veel weerstand en leert een harde les. Het boek verscheen in een kleine oplage.
In februari 2016 verscheen zijn tweede roman, getiteld Turis. Hierin gaat de hoofdpersoon op zoek naar het vermeende dubbelleven van zijn vader, om zijn ouders uit elkaar te drijven. Het boek werd als literaire fictie gepresenteerd, hoewel het verhaal veel gelijkenissen met het echte leven van de schrijver zou vertonen. Later krijgt het boek een andere titel: 'Toerist'. In datzelfde jaar begint hij als columnist bij het Algemeen Dagblad en de regionale kranten die verbonden zijn aan het concern DPG.
Eus debuteerde in 2017 als documentairemaker in reeks De neven van Eus, die op NPO 2 en VRT werd uitgezonden. Hierin bezoekt hij Turkije met daar wonende familieleden als zijn belangrijkste gidsen.
In dat jaar begint hij ook voor BNNVARA aan het radioprogramma Onze man in Deventer. Hij interviewt daarin live op NPO Radio 1 tussen twaalf en een uur 's nachts een gast in zijn huis in Deventer. Sinds december 2018 is het vast opgenomen in de wekelijkse programmering van NPO Radio 1.
Op 18 juli 2019 werd de eerste aflevering van het televisieprogramma De geknipte gast uitgezonden. Het zesde seizoen was een spin off met vluchtelingen en de titel werd tijdelijk omgedoopt tot De gevluchte gast.
Op 30 januari 2019 won Akyol met zijn nachtprogramma Onze Man in Deventer de Nachtwacht Award 2019.
In 2019 werd Akyol de nieuwe presentator van het televisieprogramma Sterren op het Doek. Hierin portretteert hij diverse bekende Nederlanders.
In 2020 schreef hij het Boekenweekessay, dat bij de Boekenweek hoort. Op 25 januari 2022 won Akyol voor de tweede maal De Nachtwacht Award voor zijn nachtprogramma Onze Man in Deventer. De schrijver manifesteert zich ook als literatuurzendeling. Hij reanimeerde bijvoorbeeld met succes ouder werk van Levi Weemoedt en Lex Kroon. Beide boeken werden bestsellers door de inspanningen van Akyol.
In het televisieprogramma Eus' Boekenclub ontvangt Eus sinds 2021 schrijvers en lezers om op een toegankelijke manier over literatuur te praten. 
Akyol presenteert wel eens Spijkers met Koppen op NPO Radio 2, bij afwezigheid van Willemijn Veenhoven. 

## Persoonlijk leven
Akyol had een moeilijke jeugd, hij vertelde dit in diverse interviews en zijn eerste roman is er grotendeels op gebaseerd. Akyols vader zou een alcoholverslaving hebben gehad; hij mishandelde en verwaarloosde zijn zoons. Akyol presteerde slecht op school en werd chauffeur voor een criminele Roma-familie. Hij kwam hierdoor in een huis van bewaring terecht en ontdekte daar de liefde voor literatuur. Hij las bijvoorbeeld een boek van Maarten ’t Hart over zijn geloofsafval, en leerde hoe hij zijn oude identiteit achter zich kon laten. Dat ervoer hij als een grote bevrijding. Die bevrijding betekende ook een breuk met zijn vader, die hij sindsdien niet meer heeft gesproken. Akyol is agnost, hij groeide op in een analfabeet alevitisch-Turks gezin. Hij is kritisch over de islam en Turks nationalisme, wat hem soms niet in dank afgenomen wordt. Akyol woont samen met Volkskrant-journaliste Anna van den Breemer met wie hij twee kinderen heeft.

## Publicaties
- Taakstraf (2010), kortverhaal
- Zero Impact (2011), kortverhaal, ISBN 9789044617849
- Eus (2012), roman, ISBN 9789044626391
- Hé scheids, jij hebt thuis zeker niks te vertellen? (2014), bundel samen met @DuBlanqeBogarde, ISBN 9789044626162
- Wij vieren geen feest (2014), kinderboek, ISBN 9789044627169
- Turis (2016), roman, ISBN 9789044641271
- Dilemma (2017), kortverhaal
- Pessimisme kun je leren (2018), bloemlezing van het werk van dichter Lévi Weemoedt, ISBN 9789038806310
- Generaal zonder leger (2020), Amsterdam, CPNB, Boekenweekessay, ISBN 978 90 5965 5171
- Afslag 23 (2023), roman

### Bestseller 60
| Boeken met noteringen in de Nederlandse Bestseller 60 | Jaar van verschijnen | Datum van binnenkomst | Hoogste positie | Aantal weken | Opmerkingen     |
| ----------------------------------------------------- | -------------------- | --------------------- | --------------- | ------------ | --------------- |
| Eus                                                   | 2012                 | 07-11-2012            | 13              | 12           |                 |
| Turis                                                 | 2016                 | 24-02-2016            | 7               | 7            |                 |
| Generaal zonder leger                                 | 2020                 | 11-03-2020            | 1(2wk)          | 3            | boekenweekessay |
| Afslag 23                                             | 2023                 | 25-10-2023            | 5               | 16           |                 |

## Televisie
- Leve Europa!, VARA, 2015
- De neven van Eus, NTR, 2017-2022
- De Kist, EO, 2017, gast
- Eus in Medialand, NTR, 2018
- Brieven met Eus, AD, 2018
- Sterren op het Doek, MAX, 2019-heden
- De geknipte gast, BNNVARA, 2020-heden
- Dwarse denkers, NTR, 2020
- Eus' Boekenclub, NTR, 2021-heden
- Vrijdenkers, HUMAN, 2021
- Home of Eus, ESPN, 2021
- Vandaag Inside, SBS6, 2022-heden, tafelheer
- Vier handen op één buik, BNNVARA, 2022, deelnemer
- Home of Eus: 120 Jaar Go Ahead Eagles, ESPN, 2022
- Eus in Turkije, 100 jaar de republiek, NTR, 2023

## Prijzen
- In 2012 won Akyol de prijs voor het Beste Overijsselse boek.[15]
- In 2016 werd de Cultuurprijs Overijssel aan hem toegekend.[16]
- In 2017 werd de Gulden Adelaar van de stad Deventer aan hem toegekend.[17]
- In 2018 werd de Eervolle Vermelding van de Zilveren Nipkowschijf aan de documentaire 'De Neven van Eus' toegekend. De jury prees het sterke debuut van Akyol als televisiemaker.[18]
- In 2019 en in 2022 ontving hij de Nachtwacht Award voor het beste nachtprogramma van de radio (Onze Man in Deventer).[19]

### Weigering
In 2018 werd Akyol genomineerd voor de Pim Fortuynprijs. De nominatie leidde tot een storm van kritiek vanuit rechts-extremistische, linkse en islamitische hoek. Daarom weigerde hij de nominatie, want volgens hem is de prijs "verbindend bedoeld, maar leidt helaas tot polarisering. Ik wil niet dat die giftige dynamiek de prijs besmet."